# Juan Alberto Melgar Castro
Juan Alberto Melgar Castro (Marcala, 26 de junio de 1930 - San Pedro Sula, 2 de diciembre de 1987) fue un militar, político, y dictador hondureño, siendo jefe de Estado de Honduras entre el 22 de abril de 1975 al 8 de agosto de 1978.

## Biografía
Nació en Marcala, el 26 de junio de 1930, fue un militar de carrera a quien le toca gobernar el país a finales de la década de los setenta, inicia su mandato producto de una fuerte crisis institucional producida por su predecesor en el gobierno; durante su gestión se promueven avances de importancia y se crean instituciones y programas que hasta la fecha siguen en vigencia.

## Carrera militar y experiencia
Inició su carrera militar en la Guardia de Honor Presidencial durante la presidencia del general Tiburcio Carías Andino; posteriormente, se le brindó la oportunidad de ingresar a la escuela de oficiales del ejército donde obtuvo el grado de capitán. 
Asimismo, se desempeñó como comandante en jefe del Primer Batallón de Infantería del Ejército de Honduras, seguidamente jefe de la zona militar de San Pedro Sula y luego ascendido a jefe de las Fuerzas Armadas de Honduras en 1975. Además, fue Secretario de Estado de Gobernación y Justicia de 1972 a 1975.

## Jefatura de Estado

### Instalación de su gobierno
El 22 de abril de 1975 es nombrado jefe de Estado por decisión del Consejo Superior de las Fuerzas Armadas, y se destituyó del cargo al general Oswaldo López Arellano, principalmente, porque su gobierno fue señalado de participar en un soborno de parte de la empresa bananera estadounidense United Fruit Company. Durante su gobierno, Melgar castro contó con el respaldo del sector más conservador de las Fuerzas Armadas, y con diversos empresarios de la clase alta nacional, por esto se encargo de frenar y reducir el impacto de varias reformas iniciadas por el gobierno anterior, incluyendo la Reforma Agraria

### Conflictos agrarios
Ver también: Masacre de Los Horcones
La década de 1970 marcó varios episodios de violencia en el sector agrario del país, a partir de las disputas originadas por los intentos de Reforma Agraria. Los movimientos campesinos se empezaron a organizar con el apoyo de sacerdotes afiliados a la Teología de la liberación y activistas del Partido Demócrata Cristiano (Honduras) para exigir la redistribución de las tierras. Los terratenientes y agricultores que se oponían a la Reforma Agraria, se organizaron en la Federación Nacional de Agricultores y Ganaderos de Honduras (FENAGH) para defender sus intereses. El gobierno de Melgar Castro, buscaba balancear los intereses de ambos grupos, ofreciéndoles representación en su gabinete de gobierno, pero las tensiones siempre continuaron (se acusaba al exdirigente, Oswaldo López Arellano, de promover las tensiones como respuesta a su deposición).

El Departamento de Olancho fue la zona del país que acaparó el mayor número de conflictos relacionados con la reforma agraria, dada la fuerte presencia de asociaciones campesinas y terratenientes

Durante su gestión, el gobierno de Melgar Castro buscó adoptar medidas pragmáticas para promover el crecimiento económico, pero sin tratar las distintas exigencias sociales de varios sectores del país, incluyendo el campesinado. En respuesta a la falta de atención a este sector, y el lento progreso en la entrega de las tierras fijadas durante la reforma agraria, la Unión Nacional Campesina (UNC) organizó una serie de protestas y tomas de los mayores puentes en el país durante el verano de 1975. Se encabezaron distintas marchas partiendo a la ciudad capital desde varios puntos del país, incluyendo la "marcha del hambre" (también denominada como "marcha de la esperanza") originada en la Costa Norte y Olancho, cuyas exigencias principales eran: el cumplimiento de la reforma agraria, la redistribución de tierras, la libertad de los líderes campesinos que se encontraban arrestados y la aprobación de su personalidad jurídica.
La marcha partió el 25 de junio de 1975, desde Juticalpa en horas de la madrugada, los manifestantes descansaron en el Centro educativo Santa Clara. En la mañana, Guillermo Ayes Mejía, Supervisor Departamental de Educación Primaria, bajo órdenes del Jefe Militar, José Enrique Chinchilla, apareció con varios de sus alumnos exigiendo la desocupación del centro para poder dar clases. Posteriormente, el profesor amenazó a los manifestantes con un arma de fuego para que estos abrieran el centro escolar, abierto el centro, ingresaron varios agentes del Departamento de Investigación Nacional (DIN). Los agentes dispararon a los dirigentes, asesinando a 5 y deteniendo a quince, incluyendo al sacerdote Casimiro Cypher. Estos detenidos, fueron llevados al valle de Lepaguare, donde se les torturó e interrogó. 
Ese mismo día, fue secuestrado por el subteniente Benjamín Plata, el sacerdote colombiano Iván Betancourt junto con su madre y cuñada, quienes fueron llevados a la Hacienda de los Horcones (ubicada en el Valle de Lepaguare), propiedad de José Manuel Zelaya Ordóñez (padre del Presidente Manuel Zelaya Rosales). En horas de la madrugada, los militares reunieron a los dirigentes secuestrados, al sacerdote Betancourt y sus acompañantes, para torturarles y asesinarlos. Los cuerpos fueron ocultados en distintos pozos, estos no fueron descubiertos hasta en años posteriores tras investigaciones del gobierno.

#### Respuesta a las matanzas
En respuesta al acontecimiento, la Iglesia Católica exigió justicia e investigación de los hechos, por lo cual el Arzobispo de Tegucigalpa Héctor Enrique Santos, solicitó en julio de 1975, que el gobierno investigara los hechos. 
El presidente Juan Alberto Melgar prometió una investigación plena de los hechos, integrando una Comisión de Alto Nivel para investigar el caso. No fue hasta 1979, que se llegó a una conclusión, responsabilizando a varios dirigentes de las fuerzas armadas y al terrateniente, José Manuel Zelaya Ordóñez, de los asesinatos. Los acusados fueron condenados a veinte años de prisión, pero posteriormente indultados en 1980

### Problemática Interna
La serie de reformas políticas y económicas adoptadas por el gobierno de Castro fueron criticadas por los sectores más conservadores del país. En ese contexto, también surgieron conflictos entre entidades del gobierno, grupos de interés privado y asociaciones sociales, como el conflicto relacionado con la Reforma Agraria. Las políticas reformistas eran duramente criticadas por el sector privado y los grandes terratenientes, la Federación de Agricultores y Ganaderos de Honduras consideraba que el Instituto Nacional Agrario era "extremista" y "agitador", y que sus actos atentaban contra la armonía necesaria para la Reforma Agraria. En respuesta, el gobierno atendió a las inquietudes reestructurando el Instituto, destituyendo a los empleados y promotores de orientación izquierdista. Varios empleados convocaron a una huelga en 1976, tomando instalaciones del Instituto, pero estos mismos fueron destituidos.
Las reestructuraciones no bastaron para el sector terrateniente, en octubre de 1976, la Asociación de Ganaderos y Agricultores de San Pedro Sula (AGAS) alegó que el Programa de Capacitación Campesina del Instituto Nacional Agrario estaba actuando de forma anárquica y subversiva, promoviendo ideas de Izquierda y acciones violentas entre los campesinos. La AGAS exigió "purgar" al Instituto para expulsar a los Comunistas y pidió la unión del sector privado para defenderse contra la agresión. El INA respondió a estas exigencias rechazando las acusaciones y demandando a los grupos privados el cumplimiento de sus obligaciones legales. Finalmente, el gobierno central decidió cooperar con los grupos privados, destituyendo a funcionarios considerados como izquierdistas o radicales por estos, y no procedió con la ejecución de las obligaciones de reforma agraria. 
El conflicto agrario siguió en los años siguientes, entre los terratenientes y las empresas asociativas de campesinos. Los terratenientes consideraban que empresas como la Empresa Asociativa Campesina las Isletas promovían el socialismo y atentaban contra el libre mercado. El 12 de febrero de 1977, las fuerzas militares bajo la dirección de Gustavo Álvarez Martínez asaltaron la Junta Directiva de Isletas alegando un supuesto desfalco de la Empresa.

### El narcotráfico
Durante el período de gobierno de Melgar Castro, Honduras observó un incremento notable en las actividades de contrabando y narcotráfico, producto de redes mexicanas y sudamericanas acercándose a traficantes locales, y sobornando en gran escala a oficiales locales. Entre estos traficantes, se encontraban Mario y Mary Ferrari, una pareja de comerciantes influyentes en Tegucigalpa, con fuertes conexiones a figuras influyentes en las Fuerzas Armadas, como el Coronel Leonidas Torres Arias. Al mismo tiempo, en Honduras surgía la figura del narcotraficante Ramón Matta Ballesteros, con fuertes conexiones al Cártel de Guadalajara y otras organizaciones criminales. En diciembre de 1977, agentes de la Fuerza de Seguridad Pública (FUSEP), supuestamente actuando bajo órdenes de Ramón Matta Ballesteros, asesinaron a la pareja Ferrari. Las fuerzas de seguridad y el Gobierno intentaron ocultar los hechos primero, pero eventualmente, gracias a investigaciones hechas por la prensa hondureña, se desencadenó un escándalo dando a conocer que varias figuras altas en el gobierno de Castro estaban involucradas con el narcotráfico.

### Golpe de Estado de 1978
Fungió como presidente hasta el 8 de agosto de 1978 cuando fue derrocado por el golpe de Estado de una Junta Militar de Gobierno integrada por los generales Policarpo Paz García, comandante en jefe del ejército, Domingo Álvarez Cruz, comandante de la Fuerza Aérea Hondureña y Amílcar Zelaya Rodríguez, Jefe de la (FUSEP) Fuerza de Seguridad Pública, es decir de la Policía Nacional de Honduras que en ese entonces formaba parte de las Fuerzas Armadas de Honduras.

## Acciones relevantes en el gobierno
Durante su administración promovió la suscripción del convenio de mediación para la solución del conflicto fronterizo con la República de El Salvador, país con quien se habían roto las relaciones diplomáticas a raíz del conflicto armado entre ambas naciones, denominado Guerra del Fútbol, lograr acuerdos de cooperación multinacional con dicho país y con la República de Guatemala y Nicaragua, como mecanismo de superar la pobreza, agravada por la ausencia de comercio y cooperación entre los países vecinos de Centroamérica, y el impulso de la Central Hidroeléctrica Francisco Morazán.
En 1975, se creó el Comité Asesor para la Política Bananera, integrado por representantes del sector privado y los trabajadores agrícolas. Este comité sugirió derogar las concesiones otorgadas a las compañías bananeras sobre las redes ferroviarias y de comunicación para traspasarlas al Sector Estatal. Esta sugerencia se materializó con el Decreto 253 que derogó las concesiones otorgadas a las bananeras
Por medio del Decreto N.º 301 de fecha 30 de diciembre de 1975 aprueba la Ley Contra el Enriquecimiento Ilícito de los Servidores Públicos, siendo la Dirección General de Probidad Administrativa, dependencia de la Contraloría General de la República, el ente encargado de su aplicación.
En 1976, crea el Consejo Asesor de la Jefatura de Estado, integrado por organizaciones populares y los nuevos partidos políticos (pero sin participación del Partido Nacional y Liberal); dicho organismo elaboró una nueva ley electoral, la que fue aprobada por el general Melgar Castro en 1977, lo cual dio inicio al proceso de transición hacia la democracia en Honduras.
El 19 de julio de 1976, aprobó la Ley constitutiva de la Zona Libre de Puerto Cortés, por medio de la cual se inició el desarrollo de la industria de la maquila en el país.
Durante su gestión se emprendieron iniciativas de vital importancia, las cuales aun siguen operando, institucionalizadas con la aprobación de leyes, como la Ley de la Corporación Hondureña del Banano, Ley de Asociaciones de Ahorro y Préstamo, Ley del Transporte Terrestre, Ley de creación del fondo turístico, Ley Orgánica de la Empresa Hondureña de Telecomunicaciones, Ley del Instituto de Crédito Educativo, Ley Orgánica del Patronato Nacional de la Infancia, Ley de Casinos, Ley de Universidades particulares y Ley del Instituto Hondureño de Mercadeo Agrícola.

## Gabinete 1975-1978
| El Gabinete Melgar Castro                   | El Gabinete Melgar Castro                          | El Gabinete Melgar Castro |
| ------------------------------------------- | -------------------------------------------------- | ------------------------- |
| Cargo                                       | Nombre                                             | Período                   |
|                                             |                                                    |                           |
| jefe de Estado                              | Juan Alberto Melgar Castro                         | 1975-1978                 |
| Gobernación y Justicia                      | Juan Ángel Arias Rodríguez                         | 1975–1978                 |
| Relaciones Exteriores                       | Roberto Palma Gálvez/Roberto Perdomo Paredes       | 1975–1978                 |
| Defensa Nacional y Seguridad Pública        | Francisco Ruíz Andrade                             | 1975–1978                 |
| Educación Pública                           | Lidia Williams de Arias                            | 1975–1978                 |
| Hacienda y Crédito Público                  | Porfirio Zavala Sandoval                           | 1975–1978                 |
| Economía                                    | Benjamín Villanueva                                | 1975-1978                 |
| Comunicaciones, Obras Públicas y Transporte | Mario Flores Theresín                              | 1975–1978                 |
| Salud Pública y Asistencia Social           | Enrique Aguilar Paz                                | 1975–1978                 |
| Trabajo y Previsión Social                  | Adalberto Discua Rodríguez                         | 1975–1978                 |
| Recursos Naturales                          | Fernando Montes Matamoros/Rafael Leonardo Callejas | 1975–1978                 |
| Cultura, Turismo e Información              | Efraín Lisandro González Muñoz                     | 1975–1978                 |
| Consejo Superior de Planificación Económica | Arturo Corleto Moreira                             | 1975–1978                 |
| Instituto Nacional Agrario                  | Fabio David Salgado                                | 1975–1978                 |

## Muerte
Murió en San Pedro Sula, el 2 de diciembre de 1987 a los 57 años de edad, un síncope cardíaco.
En su honor se fundó la institución Juan Alberto Melgar Castro, el cual es un centro educativo de educación secundaria ubicado en el municipio de San Francisco de Yojoa, Cortés.